# Clase Romeo
El Proyecto 633 (nombre en clave de la OTAN: clase Romeo) es el nombre de una clase de submarinos diésel-eléctricos, planeado por la Armada Soviética y construido desde 1959. Originalmente, se planeó que se construyera 560 submarinos, pero se suspendió después de solo 20 unidades entre octubre de 1957 y diciembre de 1961, la Armada Soviética se volcó en la construcción de submarinos nucleares. El desarrollo posterior de esta clase fue posteriormente asumido por la República Popular China, que formó la base de su flota submarina con los barcos del proyecto 633 (Tipo 035). El rendimiento de los submarinos de clase Romeo hace mucho que está por debajo de los estándares actuales, pero tiene cierto valor como barco de entrenamiento y reconocimiento.

## Historia
En el verano de 1955, se tomó la decisión en la Marina soviética de construir una nueva clase de submarinos convencionales. La planificación del proyecto 633 se encomendó a la Oficina de Planificación 112 y su diseñador principal, S. A Deribin.
El proyecto 633 se basó básicamente en los proyectos anteriores 611 y 613 , cuyos diseños se basaron nuevamente en la clase de submarino alemán tipo XXI de la Segunda Guerra Mundial.
El nuevo submarino ha sido diseñado deliberadamente sin innovaciones particulares o sistemas complejos en mente y debería convertirse en un tipo de submarino estándar de presupuesto. Las dimensiones se redujeron tanto que los barcos también podían navegar en ríos y lagos. Esto significó que  podrían producirse en astilleros interiores.
La construcción comenzó en 1957 con S-350 y terminó en la Unión Soviética en 1961 con S-57, después de que solo 20 submarinos habían sido construidos y abandonaron el proyecto.
Los submarinos de las existencias soviéticas y posteriores también se entregaron a países amigos, como Argelia y Corea del Norte, donde todavía están parcialmente en servicio hoy.

## Desarrollo

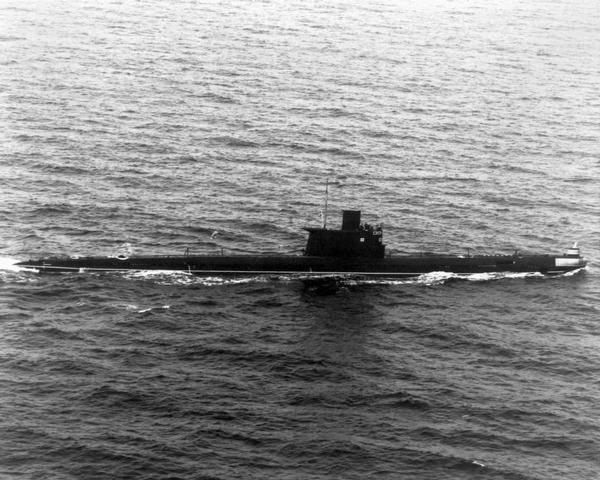
Un submarino Proyecto 633 (Clase Romeo).

### Casco y vela
El casco de los barcos estaba formado por una cubierta exterior de 77,8 metros de largo, en la que se encontraba el casco de presión de aproximadamente 60 metros. El casco de presión tenía un diámetro de 5,3 metros en el punto más ancho, a la altura de la estación central. La estructura del casco era tan estable según los datos rusos que debía soportar la onda de presión de una bomba atómica sumergida de tamaño mediano a distancias de al menos 1.600 metros.
Los submarinos estaban divididos en siete compartimentos:
- El compartimento 1 contenía los seis tubos de torpedo de proa , el depósito de armas asociado, 13 literas y la máquina de remo para los alerones delanteros.

- En el compartimento 2 se instalaron baterías , la cabina del comandante, las cabinas de los oficiales, un cuarto de lavado, la estación de radio y un tanque de agua dulce.

- El compartimento 3 incluía el centro de control, la estación de sonar , un inodoro, los sistemas de bombeo y la escalera de la torre del puente.

- El compartimento 4 albergaba 20 literas, el paquete de baterías de popa, otro baño y varios tanques.

- El compartimento 5 incluía la sala de máquinas principal con los dos motores diésel, así como los motores y controles para los sistemas ambientales y el snorkel.

- El compartimento 6 albergaba la sala de máquinas eléctricas con los motores eléctricos y dos cabinas, cada una con tres literas.

- En el compartimento 7, se alojaron los dos tubos de torpedos de popa, los torpedos de reserva, la escotilla de salida trasera, cuatro literas, otro inodoro y las maquinaria para el control de los timones.

La vela del puente se elevó a casi 5 metros sobre la cubierta, no era impermeable y se inundó durante la operación de buceo. La excepción a esto fue solo la habitación en el tercio frontal inferior de la torre, que hizo la conexión entre la puerta de acceso en la cubierta, el centro del bote en el interior y el puente de mal tiempo en la torre.
El puente del mal tiempo, una característica prominente de muchos tipos de submarinos soviéticos, estaba ubicado en la parte delantera de la vela. El habitáculo contenía una brújula y seis ventanas para observar los alrededores. En la parte superior de la vela había una pequeña estructura adicional en la que se alojaban los dos periscopios y un sensor de radar.

### Propulsión
La unidad principal estaba compuesta por dos motores diésel marinos del tipo 37D, generando 2000 hp (1471 kW). Estos motores proporcionan potencia motriz mediante la combustión de aceite combustible y el oxígeno del aire. Este sistema funcionó sólo cuando podría ser alimentado suficiente aire exterior, en la superficie o en el funcionamiento sumergido en el agua poco profunda con snolkel. Se podían alcanzar 15,2 nudos en superficie. En inmersiones, la resistencia al agua y la velocidad de aumento de coincidieron con los dos PG-101 motores eléctricos , cada uno de 1350 hp a 13 nudos.

### Autonomía
A una velocidad de crucero de 9 nudos podían recorrer 14,600 millas náuticas con sus motores diésel antes de que se consumiera la reserva de combustible. Sumergido, la capacidad de la batería permitía hacer 14 millas náuticas a 13 nudos.

### Armamento
El Proyecto 633 estaba equipado con un armamento convencional, que tenía seis tubos de torpedo en proa y dos en popa todavía fuertemente basados en los estándares de la Segunda Guerra Mundial. Estos tubos de torpedo de 533 mm ren capaces de lanzar los tipos de torpedo soviéticos estándar, todos los cuales se probaron en el Proyecto 633.
- Los torpedos ET-46 y ET-56 eran copias del torpedo alemán G-7e , que se había desarrollado en la década de 1950 en la Unión Soviética.[6]
- El torpedo 53-39MP fue una versión evolucionada del 53-39 sin vigilancia, que era el arma estándar de los submarinos soviéticos durante la Segunda Guerra Mundial. Este desarrollo fue el llamado torpedo de escaneo de superficie .[7]
- El torpedo 53-57 (OTAN: 53-56) fue un torpedo sin vigilancia usado contra barcos de superficie. Era muy rápido con una velocidad máxima de hasta 51 nudos y podía llevar una ojiva nuclear junto con una ojiva convencional .[6] La versión 53-61 también se utilizó esta arma según Apalkow Proyecto 633[8] y fue capaz de seguir con misiles sensores integrados.[6][9]

Alternativamente, se podrían transportar hasta doce minas marinas de los tipos PMR-1 y PMR-2.

## Sensores
El sensor principal del Proyecto 633 fue el sistema de sonar Arktika-M - (designación OTAN: "Pike Jaw") para seguimiento de objetivos. Complementado por el sistema de sonar pasivo MG-15. Los objetivos por debajo y por encima del agua se pueden detectar y rastrear por ubicación activa o pasiva. Los transmisores y receptores del sistema se montaron en la parte superior e inferior.
El proyecto 633 tenía un sensor de radar extensible, que funcionaba en la banda X con 80 kW (nombre de código de la OTAN: "Snoop Plate") y se usó para buscar contactos de superficie. El rango de captura de objetivos fue de alrededor de 10 millas náuticas. El sensor solo se puede usar en la superficie.
Otro sensor extensible, que también se podía usar solo en la superficie, estaba destinado al descubrimiento de emisiones de radares extranjeras y se tituló Nakat (nombre en código de la OTAN: "Stop Light B"). Buscó emisiones en las bandas de frecuencia entre 1 y 10 GHz y daba la dirección aproximada de donde provienen.

## Variantes

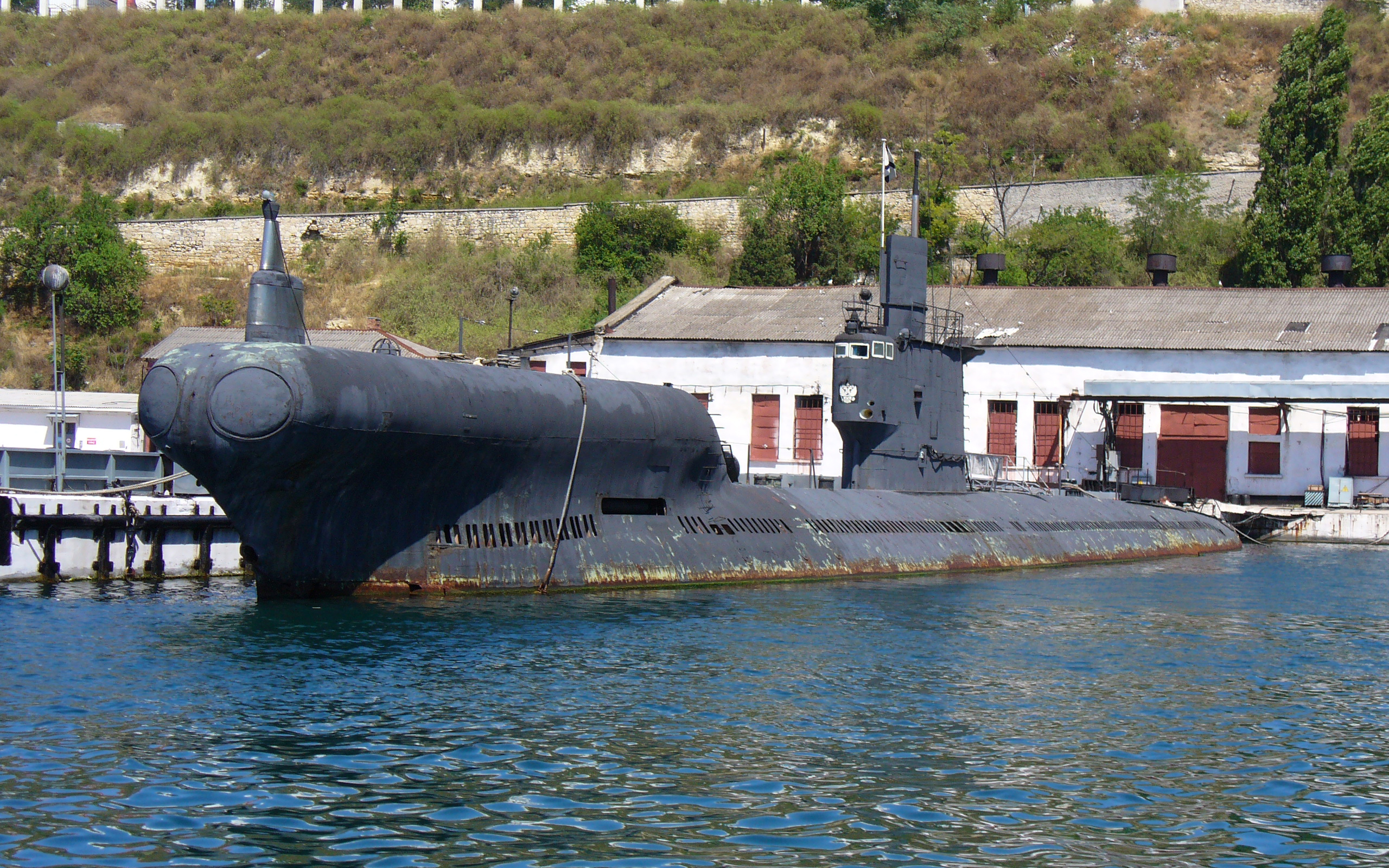
Un submarino Proyecto 633RW con el característico accesorio en proa, donde alberga los dos tubos lanzatorpedo de 650 mm adicionales.

### Proyecto 633RW
El proyecto 633RW (en ruso: проект 633РВ ) fue una conversión en la que se montaron dos tubos de torpedo de 650 mm en dos submarinos proyecto 633 (S-11 y S-49) para fines de prueba. La longitud de las armas asociadas de hasta once metros hizo imposible instalar los tubos dentro del casco de presión, por lo que se colocaron en la cubierta a proa y se cerró la estructura con una estructura. No se podían transportar torpedos de repuesto, ni se podían recargar las tubos por medios a bordo, de modo que cada submarino en el empleo solo dos Waffen de 650 mm estaban disponibles y tenían que ser llamados para recargar un mecanismo correspondiente.
La estructura alrededor de las dos tubos era impermeable y en él prevalecen las mismas condiciones de presión que en el casco de presión del submarino, de modo que, en particular, las unidades de control vulnerables para cohetes podrían funcionar sin problemas. A partir de los tubos de 650 mm podría lanzarse misiles RPK-7, o, alternativamente, el torpedo pesado estándar 65-76 y 65-73.
Por el añadido el desplazamiento aumentó a 1,350 toneladas en superficie y 1,810 toneladas en inmersión. El trabajo se realizó aparentemente en simultáneamente a la construcción del Proyecto 671RT y, por lo tanto, tuvo lugar en el S-11 entre 1971 y 1972.

### Proyecto 633KS
El proyecto 633KS (en ruso: проект 633КС ) fue una conversión que se realizó en 1978 en la S-128 para realizar pruebas con nuevos sistemas de misiles.

### Proyecto 633L
El proyecto 633L (en ruso: проект 633Л ) fue una conversión hecha en 1967 en Gorki a S-350 para probar las formas del casco.

## Variantes Chinas

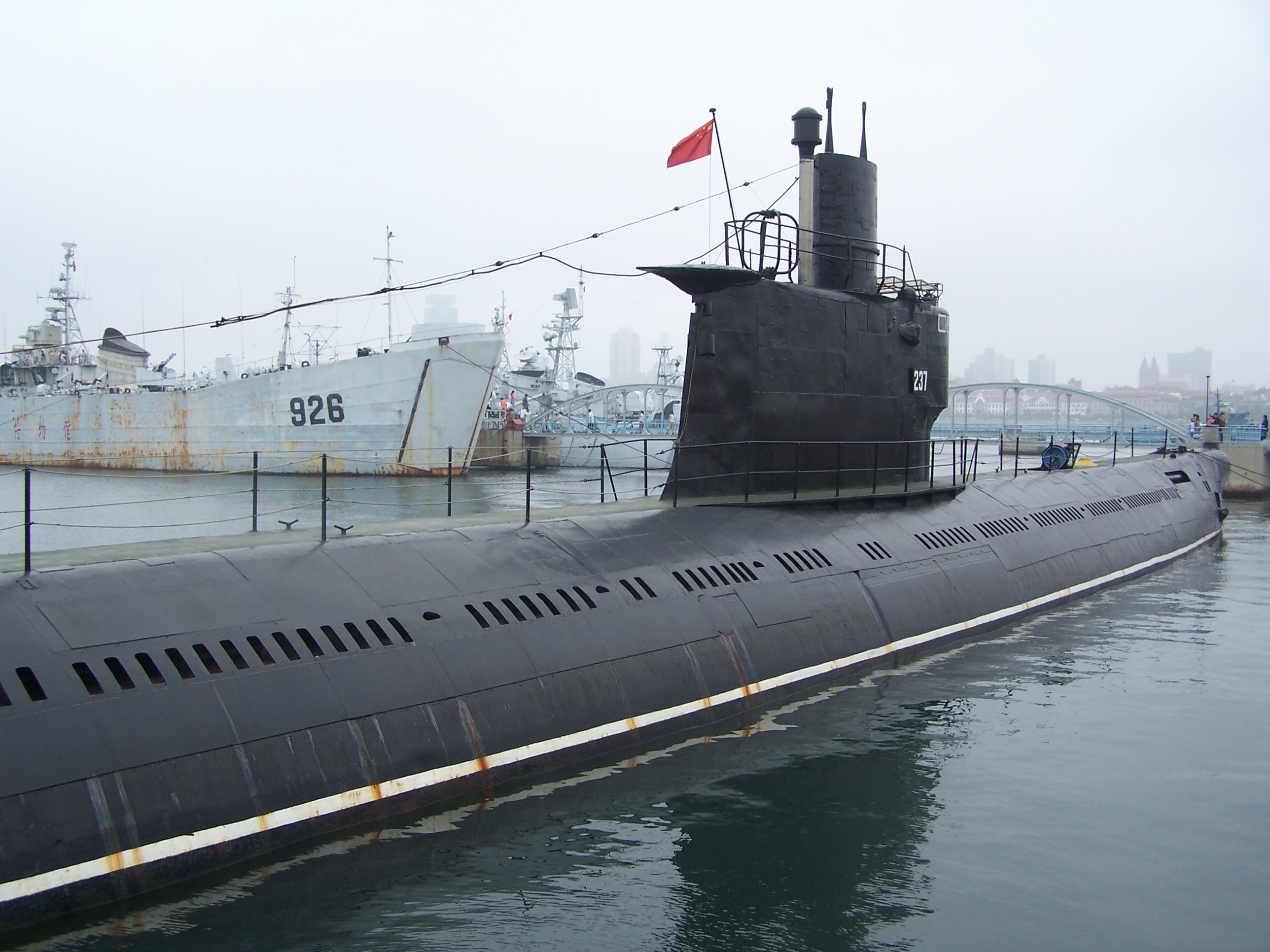
Un submarino chino tipo 033 como barco museo en Qingdao. La cubierta de popa sobresaliendo de la cabeza del tubo respirador se puede ver claramente en el borde superior posterior de la torre debajo de la bandera.

Bajo el Tratado de Amistad, Alianza y Asistencia Mutua Sino-Soviético de 1950, los soviéticos pasaron a China (y más tarde a Corea del Norte) la documentación necesaria para producir submarinos Romeo en 1963.  La variante china se conoce como Romeo Tipo 033 . Un total de 84 submarinos Tipo 033 fueron construidos en China desde 1962 hasta 1984, más varios exportados a otros países.

### Tipo 031
El tipo 031 (chino: 031 型 潜艇) era una copia exacta del Proyecto 633 tal como se produjo en la República Popular China. Se construyeron doce barcos del tipo, que estaban compuestos principalmente de componentes de la producción soviética.

### Tipo 033
El tipo 033 (chino: 033 型 潜艇) fue la designación de la Armada de la República Popular China para sus proyectos de licencia ligeramente modificados del Proyecto 633. La Unión Soviética entregó a China toda la información necesaria para la construcción de los submarinos Proyecto 633 en la década de 1960. La armada china realizó algunos cambios en los planos. Se modificó el equipo electrónico, el sonar a bordo también se actualizó continuamente: el sonar soviético original fue reemplazado por el sonar chino Tipo 105, que en consecuencia fue reemplazado por el sonar H / SQ2-262A construido por la Fábrica n.º 613. Y se mejoró significativamente la reducción de ruido, 20 dB, en comparación con el proyecto original. Entre 1962 y 1984, se construyeron unos 84 barcos tipo 033 en los astilleros chinos. En la década de 2010, la mayoría de los Tipo 033 han sido retirados o conservados, quedando algunos en servicio con fines de entrenamiento.
Se desarrollaron un total de seis variantes de submarinos de clase china Romeo:
- Tipo 6633 : Original chino construido Romeo, China debía haber reunido estos Romeos a partir de kits de desmontaje proporcionados por la Unión Soviética, 6 estaban planeados, pero solo 2 se completaron. El programa de construcción se detuvo por completo cuando la URSS detuvo la entrega de piezas tras la división chino-soviética . La construcción de la tercera unidad en Wuhan se detuvo y las partes disponibles se desviaron para completar el primer par, pero muchas partes tuvieron que desarrollarse de forma autóctona. La mejora principal del Tipo 6633 sobre los barcos soviéticos originales es el uso de baterías nacionales chinas, que tuvieron un rendimiento ligeramente superior al de las baterías soviéticas originales.[15]

- Tipo 033 : la producción nacional completa en China se logró en 1967, y posteriormente el proyecto pasó a llamarse Tipo 033. Sin embargo, la experiencia del despliegue de barcos terminados en climas más cálidos demostró que el sistema soviético original de refrigeración y aire acondicionado estaba diseñado para áreas subárticas y árticas. fue lamentablemente inadecuado para las regiones subtropicales y tropicales, por lo que se necesitaron rediseños para mejorar los sistemas de refrigeración y aire acondicionado, y todas las embarcaciones que se estacionarían en regiones tropicales y subtropicales pasaron por tal reacondicionamiento. En septiembre de 1969, comenzó la construcción del nuevo Tipo 033, con capacidad mejorada de aire acondicionado y refrigeración, en el Astillero Huangpu en Guangzhou, y finalmente se completaron 13 unidades.[15]

- ES5A: Tipo 033 actualizado, con mejoras que incluyen principalmente el reemplazo de equipos de origen soviético con sistemas chinos nacionales, que incluyen: el periscopio de ataque QZHA ―10 (Tipo 779) y el periscopio de propósito general QDYA ― 10 (Tipo 778). Adición de sonar de rango H / SQG-2, sistemas de comunicación Tipo 063 y sistemas de contramedidas. El sonar doméstico chino tipo 801 reemplazó al sonar soviético original MARS-24. La única diferencia entre el sonar Tipo 801 y el sonar MARS-24 es que hay 24 elementos transductores para el Tipo 801 en lugar de 12 en el MARS 24 original, por lo que el sonar chino tenía mejor precisión. El sonar de reconocimiento H / SQZ-D chino nacional (con transductores de Tipo 105) reemplazó al sistema soviético original, el rendimiento del SQZ-D es casi idéntico al del sonar soviético original del que fue desarrollado, excepto por el sector de escaneo, que se incrementa en 15 grados. También se adoptaron medidas adicionales de reducción de ruido. Este es el tipo que China vendió originalmente a Egipto en la década de 1980.[15]

- Tipo 033G : Desarrollo del ES5A, con la incorporación de la capacidad para lanzar torpedos acústicos de homing ; Computadoras analógicas instaladas para lograr la automatización y la aceleración de los cálculos de control de fuego de torpedos que se calcularon previamente de forma manual. Todos los Romeos chinos se convirtieron a esta norma. Se rumorea que el nombre de informe de la OTAN para este tipo es la clase Wuhan .[15]

- Tipo 033G1: Un solo Tipo 033G fue modificado para llevar 6 misiles antibuque YJ-1 (CSS-N-4), esta variante se denomina Tipo 033G1, con la información de la OTAN nombre rumores de Wuhan A . El misil tuvo que ser disparado mientras el barco salía a la superficie, con un tiempo total de exposición en la superficie de menos de 7 minutos. Sin embargo, la mejora más significativa es la reducción del nivel de ruido en 12 dB.[16][17]

- ES5B : Desarrollo del Tipo 033G, destinado principalmente a la exportación. Este es un paquete de actualización para los usuarios del submarino Romeo. La mejora principal de esta clase es la capacidad de lanzar torpedos guiados por cable y misiles antiaéreos (AShM) mientras están sumergidos. El programa comenzó originalmente a mediados de la década de 1980, y se dice que Egipto fue el único cliente cuando China ganó un contrato para mejorar su flota de submarinos clase Romeo, incluidas las unidades construidas por los soviéticos y las chinas. Este es el último tipo de submarino de clase Romeo chino; con una reducción de ruido de 20 dB a 140 dB en comparación con los 160 dB de los submarinos originales del Proyecto Soviético 633 adquiridos por China.[15]

### Tipo 035
El tipo 035 (en chino: 035 型) fue el nombre que se le dio a una versión completamente reelaborada del Proyecto 633 con maquinaria mejorada, forma de casco optimizada y equipo electrónico, a partir de la cual se construyeron 19 barcos.

## Marinas
- Armada Soviética: 20 barcos, todos retirados, pero uno o dos todavía se utilizan como equipo de entrenamiento fijo.
- Marina del Ejército Popular de Liberación: Hubo un máximo de 84 submarinos Tipo 633 durante la Guerra Fría. La mayoría de ellos se han retirado, y solo unos 33 se utilizan como barcos de entrenamiento.
- Armada de Corea del Norte: hay 22 submarinos de esta clase desplegados, algunos de los cuales se importan de China y otros se importan directamente de China. Cuatro de ellos están desplegados en las aguas al oeste de Corea del Norte.
- Armada de Bulgaria: hay un submarino de clase Romeo en servicio, el último de los cuatro submarinos importados de la Unión Soviética por Bulgaria.
- Armada de Siria: tres submarinos de clase Romeo se importaron de la Unión Soviética y se retiraron.
- Marina egipcia: Importamos 6 submarinos clase Romeo mejorados de China, 4 en servicio.
- Armada Nacional Argelina: Dos barcos importados de la Unión Soviética han sido retirados.

## Accidente
El 11 de enero de 1962, el submarino Clase Foxtrot de la Armada Soviética B-37 atracado en puerto fue destruido por la explosión de 12 debido a un incendio. El submarino de clase Romeo S-350 amarado al lado, fue severamente dañado, se inundaron los dos primeros compartimentos de proa y 11 personas murieron.

### Buques similares
- Clase Daphné
- Clase Oberon
- Tipo 205
- Tipo 035